# Mireille Bonierbale
Mireille Bonierbale,, née le 15 janvier 1945, est une psychiatre et sexologue française. Elle est vice-présidente de l’Association interdisciplinaire post-universitaire de sexologie (AIUS),, et fondatrice en 2010 de la Société française d'études et de prise en charge du transsexualisme (SoFECT). Elle est également rédactrice en chef de la revue Sexologies.
Elle est considérée comme l'une des fondatrices de la sexologie en France,,.

## Biographie
En 1976, elle participe à la mise en place des premiers enseignements et diplômes de sexologie en France, et permet la reconnaissance de la sexologie comme une pratique médicale par l'ordre des médecins. Elle est directrice de l'enseignement de sexologie à la faculté de médecine de Marseille.
En 1992, elle crée la revue Sexologies, dont elle est éditrice en chef. Elle a été présidente de l’Association interdisciplinaire postuniversitaire de sexologie,. Elle intervient régulièrement pour des conseils de sexologie,. Elle anime également[Quand ?] le serveur minitel 3615 Brain, consacré aux troubles de la sexualité.
En 2010, elle participe à la création de la Société française d'études et de prise en charge de la transidentité.

## Publications et contributions
- Avec Michel Bozon et Pierre Henri Gouyon (entretiens conduits par Anna Alter), À quoi sert le sexe ?, Paris, Belin, coll. « Atelier Des Idées », 2015, 189 p. (ISBN 978-2-7011-8304-6, présentation en ligne)[16].
- Frédérique Courtois (dir.) et Mireille Bonierbale (dir.), Médecine sexuelle, Paris, Médecine/sciences, coll. « Traités », 2016, 496 p. (ISBN 978-2-257-20652-7).

- Préface de : Marie-Laure Gamet et Claudine Moïse, Les violences sexuelles des mineurs, Paris, Dunod, coll. « Enfances », 2010, 240 p. (ISBN 978-2-10-054043-3, présentation en ligne).
- Avant-propos de : Mansour El Feki, La sexothérapie, Bruxelles, De Boeck Supérieur, coll. « Carrefour des psychothérapies », 2007, 228 p. (ISBN 978-2-8041-5370-0, présentation en ligne).
- F. Cour et M. Bonierbale, « Troubles du désir sexuel féminin », Progrès en urologie,‎ 2013, p. 562 à 574 (lire en ligne [PDF])
- Avec Nadine Grafeille et Marie Chevret-Measson, Les cinq sens et l'amour, Robert Laffont, coll. « Réponses », janvier 1983, 272 p.